# 로베르트 휘브너

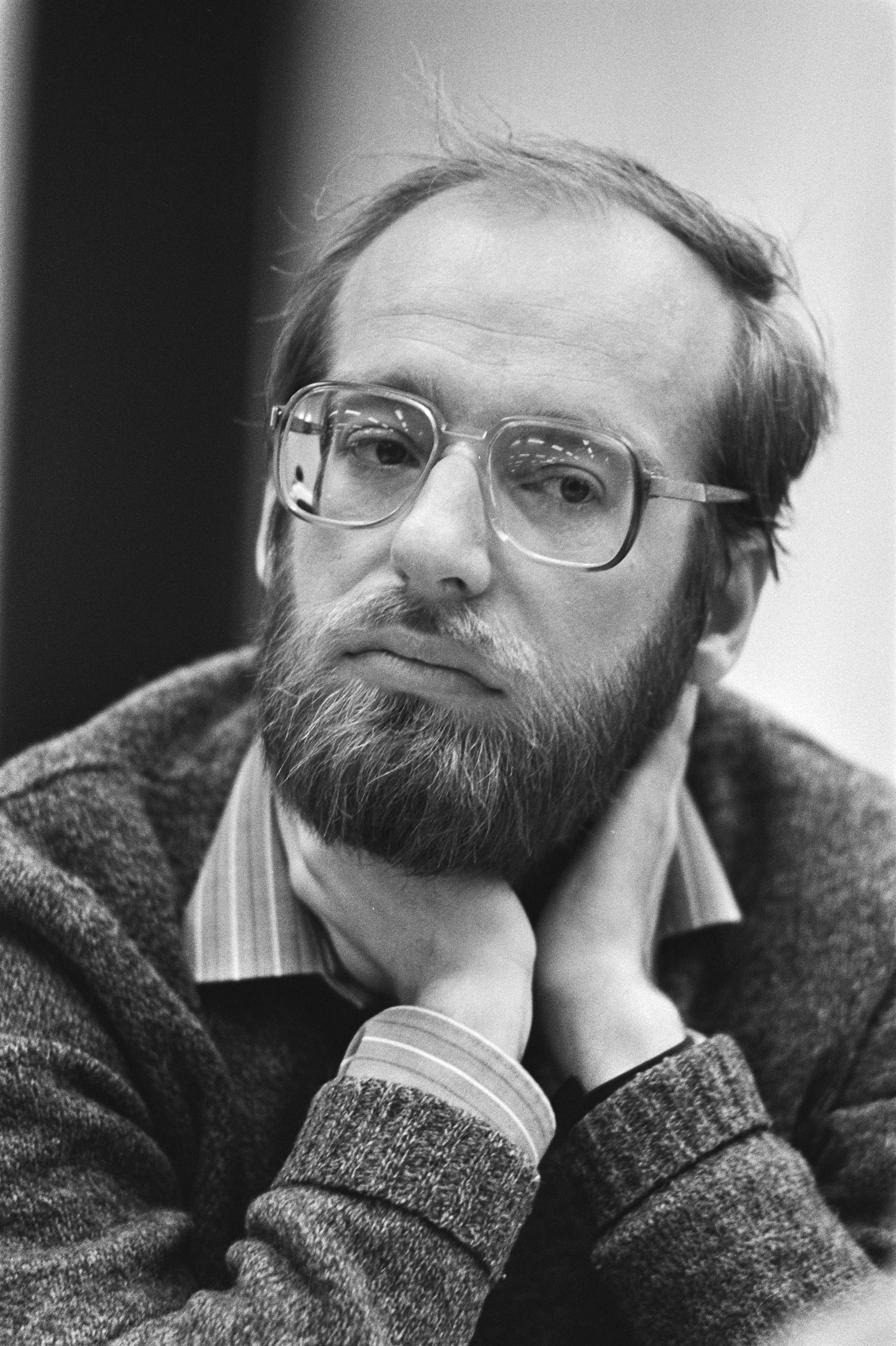

로베르트 휘브너(Robert Hübner, 1948년 11월 6일 ~ 2025년 1월 5일)는 독일의 체스 그랜드마스터 (체스), 체스 작가, 그리고 파피루스학자였다. 1970년대와 1980년대 초 세계 최고의 체스 플레이어 중 한 명이었다.

## 플레이 스타일
체스판 위에서 휘브너의 기술은 효율적이고 무자비하다고 묘사되었다. 그러나 빌 하트스턴는 "그의 완벽주의적이고 다소 비관적인 접근 방식은 그를 정상에 오르지 못하게 했다."고 언급했다.

## 사망
2025년 1월 5일, 휘브너는 2년 전 위암 진단을 받았던 합병증으로 사망했다. 향년 76세.